# Ragasmesigit
Ragasmesigit is een bestuurslaag in het regentschap Serang van de provincie Banten, Indonesië. Ragasmesigit telt 5360 inwoners (volkstelling 2010).